# Ligne Gyeonggang
La ligne Gyeonggang (en coréen : 경강선) est une ligne de chemin de fer sud-coréenne faisant partie du réseau métropolitain du métro de Séoul. 

## Situation sur le réseau

Plan du réseau du métro de Séoul (2023)

## Historique

### Chronologie
- 24 septembre 2016, ouverture 55 km, Pangyo à Yeoju[1].

### Histoire
Le 23 septembre 2016 a lieu, à la station Yeoju, l'inauguration de la ligne en présence des autorités, notamment un ministre et des membres de l'Assemblée nationale et environ 600 personnes. septembre, jour de la mise en service. Lors de son discours de félicitations, le ministre souligne que la ligne, à double voies électrifiée, longue de 57 km avec 1& stations, dessert la zone métropolitaine du sud-est de Séoul en traversant quatre villes : Seongnam-si, Gwangju-si, Icheon-siet Yeoju-si et que les responsables locaux vont réorganiser la desserte par les lignes de bus.

## Infrastructure

### Stations
|      |                           |  |     |      |             |            |  |  |  |
| K409 | Pangyo                    |  | 0,5 | 0,5  | Seongnam-si | Bundang-gu |  |  |  |
| K410 | Seongnam (ouverture 2024) |  |     |      | Seongnam-si | Bundang-gu |  |  |  |
| K411 | Imae                      |  | 1,5 | 2,0  | Seongnam-si | Bundang-gu |  |  |  |
| K412 | Samdong                   |  | 6,9 | 8,9  | Gwangju-si  |            |  |  |  |
| K413 | Gyeonggi Gwangju          |  | 4,9 | 13,8 | Gwangju-si  |            |  |  |  |
| K414 | Chowol                    |  | 5,0 | 18,8 | Gwangju-si  |            |  |  |  |
| K415 | Gonjiam                   |  | 4,9 | 23,7 | Gwangju-si  |            |  |  |  |
| K416 | Sindundoyechon            |  | 7,8 | 30,5 | Icheon      |            |  |  |  |
| K417 | Icheon                    |  | 7,8 | 38,3 | Icheon      |            |  |  |  |
| K418 | Bubal                     |  | 4,5 | 42,8 | Icheon      |            |  |  |  |
| K419 | Sejongdaewangneung        |  | 8,3 | 51,1 | Yeoju-si    |            |  |  |  |
| K420 | Yeoju                     |  | 5,4 | 56,5 | Yeoju-si    |            |  |  |  |
|      |                           |  |     |      |             |            |  |  |  |

## Projet
Une prolongation de la ligne a une ouverture prévue en 2025.